# Miss Lettonie

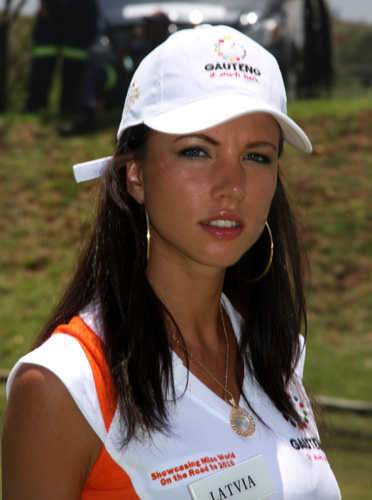
Miss Lettonie 2008, Ina Avlasevika, lors du concours Miss Monde 2008.

Miss Lettonie est un concours de beauté annuel tenu en Lettonie. La gagnante représente son pays aux élections de Miss Univers, Miss Europe et Miss Baltic Sea.

## Les Miss

### Miss Rīga
| Année | Nom             |
| ----- | --------------- |
| 1988  | Sintija Jenerte |
| 1989  | Lauma Zemzare   |

### Miss Lettonie
| Année | Nom                   |
| ----- | --------------------- |
| 1989  | Ina (Magone) Senberga |
| 1990  | Velga Bražņevica      |
| 1991  | Inese Šlesere         |
| 1992  | Zane Vaļicka          |
| 1993  | Sigita Rude           |
| 1994  | Daina Tobija          |
| 1995  | Ieva Meliņa           |
| 1996  | Anta Dukure           |
| 1997  | Līga Graudumniece     |
| 1998  | Evija Ručevska        |
| 1999  | Dina Kalandārova      |
| 2000  | Gunta Rudzīte         |
| 2001  | Baiba Švarca          |
| 2002  | Zanda Zariņa          |
| 2003  | Agnese Eiduka         |
| 2004  | Agnese Krustiņa       |
| 2005  | Kristīne Djadenko     |
| 2006  | Ina Avlasēviča        |
| 2007  | Viktorija Drizļonoka  |

### Miss Lettonie pour Miss Universe
| Année | Nom             |
| ----- | --------------- |
| 2005  | Ieva Kokorevica |
| 2006  | Sanita Kubliņa  |
| 2022  | Kate Alexeeva   |